# Southwark (métro de Londres)
Pour les articles homonymes, voir Southwark.
Southwark est une station de la Jubilee line du métro de Londres, en zone 1. Elle est située sur la Blackfriars Road, à Bankside, sur le territoire du borough londonien de Southwark.

## À proximité
- Blackfriars Bridge
- Millennium Bridge
- Tate Modern